# Municipio de Big Fork
El municipio de Big Fork (en inglés: Big Fork Township) es un municipio ubicado en el condado de Polk en el estado estadounidense de Arkansas. En el año 2010 tenía una población de 185 habitantes y una densidad poblacional de 2,11 personas por km².

## Geografía
El municipio de Big Fork se encuentra ubicado en las coordenadas 34°28′34″N 93°59′17″O / 34.47611, -93.98806. Según la Oficina del Censo de los Estados Unidos, el municipio tiene una superficie total de 87.56 km², de la cual 87,49 km² corresponden a tierra firme y (0,08 %) 0,07 km² es agua.

## Demografía
Según el censo de 2010, había 185 personas residiendo en el municipio de Big Fork. La densidad de población era de 2,11 hab./km². De los 185 habitantes, el municipio de Big Fork estaba compuesto por el 98,38 % blancos, el 0,54 % eran amerindios y el 1,08 % eran de una mezcla de razas. Del total de la población el 1,62 % eran hispanos o latinos de cualquier raza.